# Gołanice

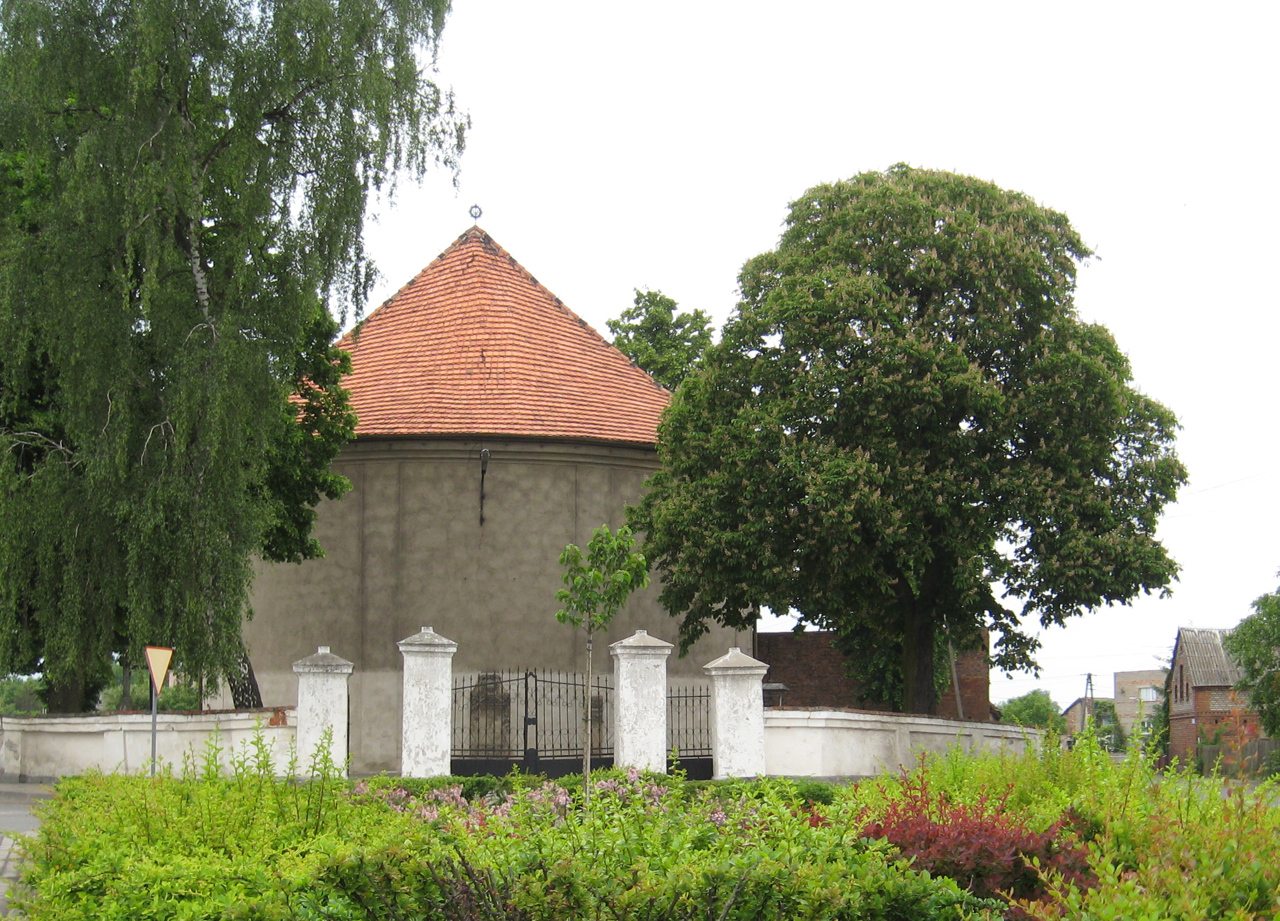
Gołanice (2009)

Gołanice (deutsch Gollmitz) ist ein Dorf in Polen in der Woiwodschaft Großpolen. Es gehört zum Powiat Leszczyński in der Gemeinde Święciechowa.

## Geografie
Das Dorf liegt etwa fünf Kilometer nordwestlich von Święciechowa. Nordöstlich des Ortes liegt der See Krzycko Wielkie, welcher als Badesee genutzt wird.

## Geschichte
Die erste urkundliche Erwähnung des Ortes stammt aus dem Jahr 1412 als ein Rittergut. Er war Sitz der Familie von Gołaniecki vom Geschlecht der Kotwicz. Im 17. Jahrhundert ging der Ort an die Leszczyńskis über, bevor er 1782 an Stanisław Krzycki und anschließend an die Familie Skórzewski kam.
Der erste urkundliche Vermerk einer Kirche stammt aus dem Jahr 1454. Die hölzerne Kirche wurde in der ersten Hälfte des 17. Jahrhunderts entweder durch einen Brand zerstört oder stürzte auf Grund von Altersschwäche ein. Es wurde eine neue, dem Apostel Andreas geweihte Kirche errichtet. Diese stürzte 1776 ein. Die heutige spätbarocke Kirche wurde von Stanisław Krzycki gestiftet und 1782 fertiggestellt. Sie wurden den Aposteln Petrus und Paulus geweiht.
Im September 1939 wurde der Ort beim Überfall auf Polen von der Wehrmacht besetzt und Teil des Reichsgaus Wartheland. Seit 1945 ist der Ort wieder Teil Polens.

## Kultur und Sehenswürdigkeiten
Die spätbarocke Kirche des Ortes wurde 1782 errichtet. Zu dem Komplex gehört eine Mauer, die Ende des 19. oder Mitte des 20. Jahrhunderts errichtet wurde, eine Säule mit der Darstellung Johannes Nepomuks von Ende des 18. Jahrhunderts sowie das Pfarrhaus von 1913.
Weiterhin sehenswert ist ein Hof von Anfang des 19. Jahrhunderts mit Ställen, Gesindehaus und einem Landschaftspark.

## Wirtschaft und Infrastruktur

### Verkehr
Gołanice liegt an der Straße von Leszno nach Boszkowo. Es bestehen Linienbusverbindungen nach Leszno über Święciechowa sowie nach Boszkowo.
Ein Bahnanschluss besteht nicht. Der nächste Bahnhof befindet sich in Leszno.
Der nächste internationale Flughafen ist der Flughafen Posen-Ławica, etwa 65 Kilometer nordöstlich.

### Unternehmen

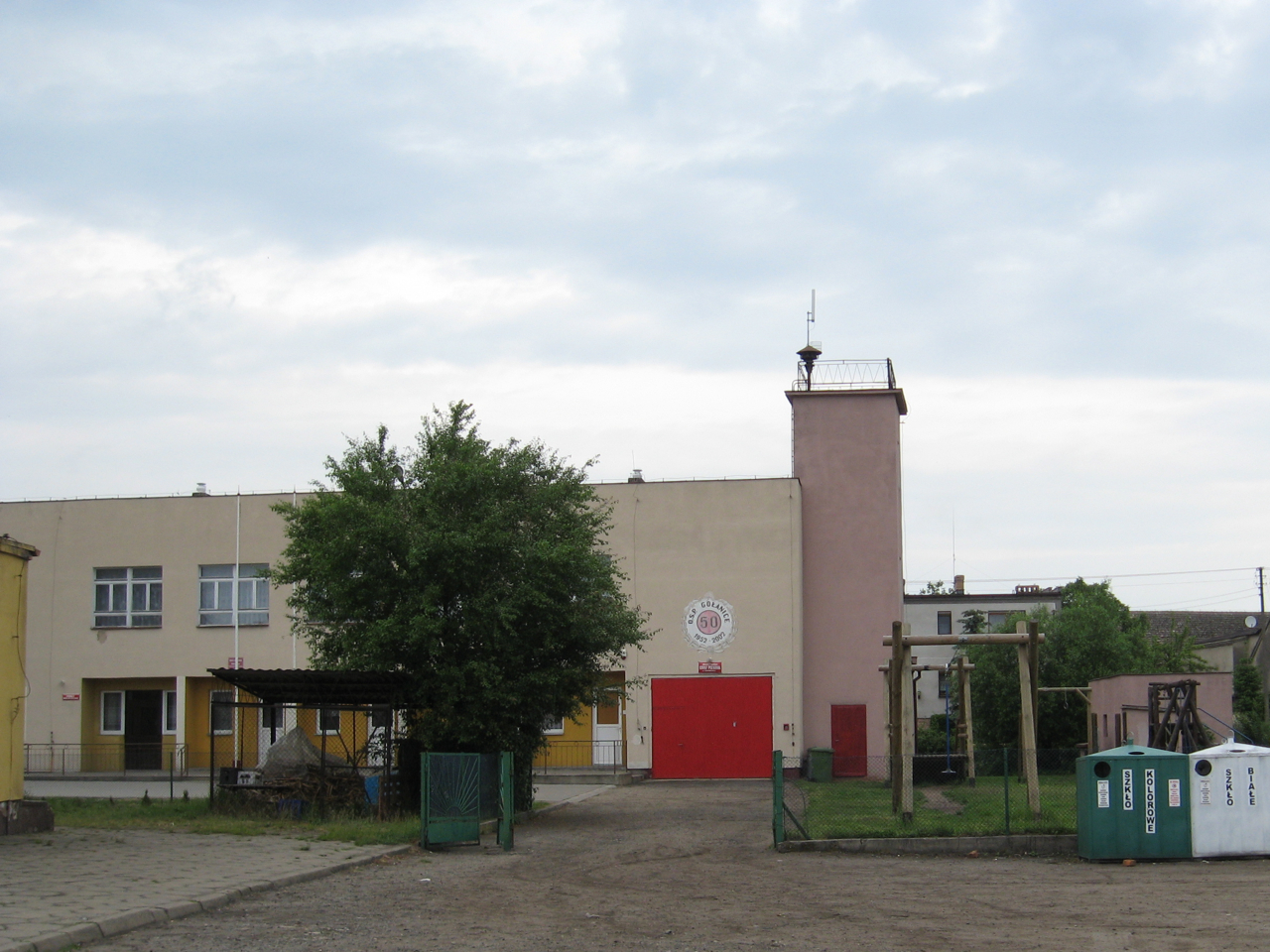
Feuerwehrhaus der Freiwilligen Feuerwehr

Im Jahr 2007 waren in Gołanice 33 Landwirtschaftsunternehmen mit einer durchschnittlich zugehörigen Fläche von vier Hektar registriert. Dabei bewirtschafteten 16 Unternehmen eine Fläche von bis zu 5 Hektar, nur drei eine Fläche von über 15 Hektar.
Weiterhin waren 2007 31 Unternehmen registriert, zum größten Teil Handelsunternehmen. Das größte Unternehmen des Ortes ist der Möbelproduzent Turkowiak.
Der Ort verfügt über eine eigene Freiwillige Feuerwehr.